# آویا بی-۳۴
آویا بی-۳۴ (به انگلیسی: Avia_B-34) یک هواگرد ملخ‌پیشین تک‌موتوره از نوع جنگنده ساخت شرکت آویا است. هواگرد آویا بی-۳۴ نخستین پروازش را در ۲ فوریه ۱۹۳۲ میلادی انجام داد. در مجموع، تعداد ۱۴ فروند از این هواگرد ساخته شده‌است.
طراح این هواگرد، František Novotný بود.